# Emre Can (joueur d'échecs)
Pour les articles homonymes, voir Can et Emre Can.
Emre Can est un joueur d'échecs turc né le 21 janvier 1990 à Izmir.

## Biographie
Grand maître international depuis 2010, il a remporté le championnat de Turquie en 2011 et le tournoi B de l'Open Aeroflot en 2012 (avec un point d'avance). Lors de la Coupe du monde d'échecs 2015, il fut éliminé au premier tour par Peter Svidler.
Au 1er mars 2018, il est le quatrième joueur turc avec un classement Elo de 2 603 points.

## Compétitions par équipe
Emre Can représente la Turquie aux olympiades d'échecs depuis 2008. En 2016, la Turquie finit sixième de l'olympiade de Bakou (le meilleur résultat de la Turquie aux olympiades d'échecs). 
Emre Can a également participé aux championnats du monde par équipe de 2010, 2015 et 2017.